# 周昌 (漢朝)
周昌（？—前192年），泗水郡沛縣人，汉朝大臣，周苛从弟。為人正直，楚漢戰爭時有軍功，刘邦登基，封周昌为汾阴侯，官御史大夫。為人強悍有力，敢於直言，蕭何、曹參等高官都非常尊敬周昌。周昌曾力保劉盈（惠帝），勸阻劉邦立劉如意(趙王)為太子，劉邦反而封周昌为赵國國相，辅佐刘如意，希望日後劉如意不被呂后所害。劉邦死後，呂后果然想殺劉如意，但周昌多次保護使呂后不能得逞，呂后大怒，把周昌扣押之後，再召劉如意而殺之，周昌認為辜負了劉邦的遺命，憂鬱而病死，谥号悼。

## 生平
秦朝为泗水郡卒史，秦末民變，刘邦佔據沛縣造反，稱沛公，周昌投奔刘邦，擔任「职志」軍官，負責掌管軍旗。
項羽滅秦，分封十八路諸侯，刘邦封為汉王，周昌为中尉。汉王四年（前203年），從兄御史大夫周苛堅守滎陽，被项羽烹杀。刘邦感念周苛，以周昌代職，拜为御史大夫。
刘邦統一中國之後，依照功臣之功勞等第，封十八位列侯，周昌排行第十六，為汾陰侯，但居功第一的酂侯蕭何，第二的平陽侯曹參乃至於文武百官，對周昌都非常恭敬。
有一次周昌奏事，卻沒想到刘邦與正在戚夫人歡好，周昌掉頭就走，刘邦卻追上周昌，骑在他的脖子上，问周昌：“我是怎样的君主？”周昌大罵：“陛下是桀纣一樣的暴君。”刘邦表面大笑，但是心裏很敬畏周昌。
刘邦想废黜太子刘盈，立赵王刘如意。周昌很生氣，拒不奉诏，说话口吃：“臣口不能言，然臣期......期知其不可。陛下虽欲废太子，臣期......期不奉诏。”刘邦大笑，最后没有废黜太子。
當時精通面相的方與公對周昌說：「您的部下符璽御史趙堯，年紀雖小，但卻是個奇才，皇上一定會特別對待他的，以後他會取代您御史大夫的位置。」周昌則笑說：「他不過是個作文書的年輕刀筆吏而已，怎麼可能達到如此的官位呢？」
漢高祖九年（前198年），劉邦悶悶不樂，但群臣都不知道緣故，趙堯問劉邦：「陛下之所以憂慮，大概因為戚夫人之子趙王劉如意年幼，而戚夫人與呂后有怨，陛下心中恐怕千秋萬世之後，如意會被呂后所害？」，劉邦說：「我非常憂慮這個，但沒想到辦法。」趙堯獻計說：「陛下應該立一位地位尊貴，性格強悍的趙國國相來保護趙王，還要呂太后與各大臣長久以來都很敬畏的人才行。」劉邦問趙堯誰適合做人選，趙堯推薦了周昌。劉邦遂把周昌改任為趙國的國相，並把周昌御史大夫的遺缺給了趙堯。周昌哭著說：「臣本來就是陛下起兵時的舊臣，何必半途流放到諸侯之地呢？」劉邦說：「我完全瞭解這是貶官，但是我很擔心趙王的安危，才拜託您幫我輔佐趙王。真的不得已，您勉強去罷！」
刘邦去世后，吕太后数次召刘如意入朝廷，打算殺了他。周昌也屢次向漢朝的使節拒絕，称「趙王體弱多病，不能出遠門」拒绝。呂太后一怒之下，於是把周昌調回長安，非常生氣地罵他：「難道你不知道我非常恨戚氏嗎？而你為甚麼不讓趙王進京？」周昌被召進長安之後，太后又派使者召趙王，赵王只好入朝廷，一個多月，就被呂后賜死，因周昌曾經支持過劉盈為儲君，呂后沒有處罰周昌。
周昌自覺辜負劉邦，郁闷不乐，三年后去世，谥号悼。

## 亲属
- 父亲：周□
- 母亲：□氏
- 大哥：周苛
- 妻子：□氏
- 长子：周开方，儿媳：□氏

## 軼事
周昌說話口吃，曾說「臣期期知其不可....臣期期不奉詔....」三国时期，曹魏名将邓艾也是口吃，动不动就“艾、艾……”，因此周昌与邓艾的事迹就简化成一句成语「期期艾艾」，形容人口吃的樣子。

## 延伸阅读
[在维基数据编辑]
 《史記/卷096》，出自司馬遷《史記》
 《漢書/卷042》，出自班固《漢書》

| 漢                      |                                    |             |
| 漢帝國官銜              |                                    |             |
| 前任： 周苛             | 西汉御史大夫 前203年—前197年       | 繼任： 趙堯 |
| 漢帝國封爵              |                                    |             |
| 无 原因：汉高祖新封爵位 | 西汉汾阴侯 第一任 前201年－前192年 | 周开方      |